# Parafia św. Jana Chrzciciela w Narewce
Parafia pw. Świętego Jana Chrzciciela w Narewce – rzymskokatolicka parafia należąca do dekanatu Białystok – Dojlidy, archidiecezji białostockiej, metropolii białostockiej.

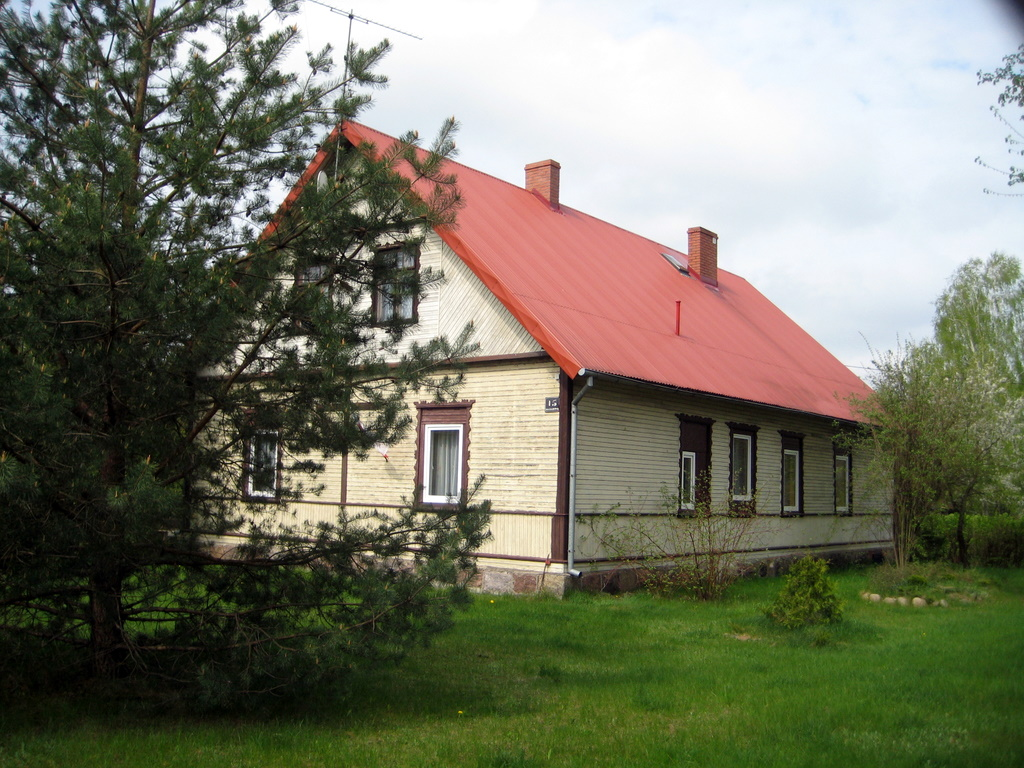
Plebania w Narewce

## Zasięg parafii
Do parafii należą wierni z następujących miejscowości: Narewka, Babia Góra, Bernacki Most, Borowe, Borysówka, Budy, Cieremki, Gnilec, Golakowa Szyja, Grodzisk, Gruszki, Guszczewina, Janowo, Kapitańszczyzna, Krynica, Lewkowo Nowe, Lewkowo Stare, Leśna, Ludwinowo, Łanczyno, Nowa Łuka, Nowe Masiewo, Stare Masiewo, Michnówka, Minkówka, Mikłaszewo, Nowiny, Nowosady, Ochrymy, Olchówka, Pasieki, Planta, Podlewkowie, Porosłe, Pręty, Przechody, Siemianówka, Siemieniakowszczyzna, Skupowo, Smolnica, Smolany Sadek, Sorocza Nóżka, Stoczek, Suszczy Borek, Świnoroje, Tarnopol, Teremiski, Zabrody, Zamosze, i Zwodzieckie.

## Historia parafii
Parafia została utworzona w 1777 roku. Drewnianą świątynię p. w. św. Jana Chrzciciela, ufundowaną przez króla Stanisława Augusta Poniatowskiego jako kościół filialny parafii Narew, poświęcił 22 lutego 1778 r. ks. Adam Kłokocki, proboszcz z tejże parafii, późniejszy biskup sufragan brzeski. Duchowni z Narewki mieli do obsługi duszpasterskiej olbrzymie tereny, od Białowieży na południu, po rzekę Narew na północy i od Hajnowszczyzny (dzisiejsza Hajnówka) na zachodzie po Cichowolę i Tuszemlę na wschodzie. Po trzecim rozbiorze kraju Narewka znalazła się pod zaborem rosyjskim i była odtąd filią parafii Jałówka. Dnia 22 lipca 1866 r. w ramach represji popowstaniowych władze carskie zlikwidowały filię w Narewce, duszpasterza skazano na Sybir, a kościół zamieniono na prawosławną cerkiew. Wyposażenie kościoła przekazano do kościoła w Szereszewie. Świątynia spłonęła 25 grudnia 1900 r.
Dopiero po ukazie tolerancyjnym z 1905 r. pojawiły się sprzyjające warunki do starań o pozwolenie na budowę nowego kościoła. W 1908 r. wskrzeszono ośrodek duszpasterski w Narewce, teraz już w randze parafii. Na urząd proboszcza mianowano ks. Michała Buklarewicza, który uzyskał stosowne pozwolenie i przystąpił do budowy kościoła. Autorem projektu świątyni był arch. Ignacy Narbutt z Grodna. Budowę zakończył ks. Julian Borówko. Świątynię poświęcił 5 października 1914 r. dziekan prużański, ks. Wiktor Białłozor. Był to obiekt o nieprzeciętnych walorach estetycznych i architektonicznych, noszący pewne elementy stylu zakopiańskiego. Świątynia ta 5 lipca 1965 r. spłonęła. Po pożarze nabożeństwa sprawowano w kaplicy na plebanii.
W latach 1970–1973, dzięki zaangażowaniu proboszcza, ks. Tadeusza Krawczenki, zbudowano nowy murowany kościół. Projekt świątyni sporządził inż. arch. Michał Bałasz. Dnia 11 listopada 1973 r. świątynię konsekrował bp Henryk Gulbinowicz. W roku 2010 odnowiono elewację kościoła, natomiast w 2012 r. zbudowano granitowe schody. W 2022 r. został wybudowany i konsekrowany nowy marmurowy ołtarz główny.

## Kościół parafialny
Kościół parafialny pw. św. Jana Chrzciciela wybudowany w latach 1970–1973.